# Obszar Chronionego Krajobrazu Niziny Ciechocińskiej
Obszar Chronionego Krajobrazu Niziny Ciechocińskiej położony jest pod względem administracyjnym w województwie kujawsko-pomorskim, w nadleśnictwach Dobrzejewice i Gniewkowo, a geograficznym – w Kotlinie Toruńskiej (części pradoliny Wisły). Został powołany w 1983 roku. Jego celem jest ochrona nadwiślańskiego krajobrazu i walorów mikroklimatycznych okolicy Ciechocinka. Powierzchnia tego obszaru wynosi 38 236,34 ha.
Na terenie Obszaru ustanowiono dwa rezerwaty przyrody: Ciechocinek i Bór Wąkole im. prof. Klemensa Kępczyńskiego.